# Műugrás a 2022-es úszó-világbajnokságon
2022. június 26. és július 3. között került megrendezésre a budapesti Duna Arénában  – az úszó-világbajnokság keretein belül – a műugró világbajnokság. Eredetileg Fukuoka lett volna a helyszín – az időpont pedig 2021 –, ám a japán város a koronavírus miatt először egy évvel elcsúsztatta, majd le is mondta a rendezést.
Miután 2022 februárjában Oroszország megtámadta Ukrajnát, a Nemzetközi Úszószövetség (FINA) a március 23-ai ülésén úgy döntött, hogy kitiltja az orosz és fehérorosz sportolókat a világbajnokságról.

## A versenyszámok időrendje
A világbajnokság eseményei helyi idő szerint (UTC +01:00):
| június 26., vasárnap                       | június 27., hétfő                 | június 28., kedd                              | június 29., szerda                       | június 30., csütörtök                       | július 1., péntek                          | július 2., szombat                   | július 3., vasárnap                      |
| ------------------------------------------ | --------------------------------- | --------------------------------------------- | ---------------------------------------- | ------------------------------------------- | ------------------------------------------ | ------------------------------------ | ---------------------------------------- |
| 09:00-10:05 Férfi 3 m szinkron (selejtező) | 09:00-13:20 Férfi 3 m (selejtező) | 10:00-11:15 Férfi torony szinkron (selejtező) | 10:00-12:25 Női 1 m (selejtező)          | 09:00-10:35 Női torony szinkron (selejtező) | 10:00-13:15 Női 3 m (selejtező)            | 10:00-13:30 Férfi torony (selejtező) | 11:00-12:30 Női 3 m szinkron (selejtező) |
| 12:00-14:25 Női torony (selejtező)         |                                   |                                               | 14:30-15:45 Vegyes csapatverseny (döntő) | 12:00-15:00 Férfi 1 m (selejtező)           |                                            |                                      | 15:00-16:05 Női 3 m szinkron (döntő)     |
| 16:00-17:15 Férfi 3 m szinkron (döntő)     | 16:00-17:35 Férfi 3 m (elődöntő)  | 16:00-17:05 Férfi 3 m (döntő)                 | 17:00-18:05 Női 1 m (döntő)              | 17:00-17:45 Férfi 1 m (döntő)               | 16:00-17:20 Női 3 m (elődöntő)             | 16:00-17:35 Férfi torony (elődöntő)  | 17:00-18:15 Férfi torony (döntő)         |
| 18:30-20:05 Női torony (elődöntő)          | 19:00-20:05 Női torony (döntő)    | 19:00-20:15 Férfi torony szinkron (döntő)     | 19:00-20:05 Vegyes 3 m szinkron (döntő)  | 19:00-20:05 Női torony szinkron (döntő)     | 19:00-20:05 Vegyes torony szinkron (döntő) | 19:00-20:15 Női 3 m (döntő)          |                                          |

## A versenyen részt vevő nemzetek
Az eseményen 47 nemzet 227 sportolója – 121 férfi és 106 nő – vett részt.
| Részt vevő nemzetek férfi / nő megbontásban | Részt vevő nemzetek férfi / nő megbontásban | Részt vevő nemzetek férfi / nő megbontásban | Részt vevő nemzetek férfi / nő megbontásban | Részt vevő nemzetek férfi / nő megbontásban | Részt vevő nemzetek férfi / nő megbontásban | Részt vevő nemzetek férfi / nő megbontásban | Részt vevő nemzetek férfi / nő megbontásban | Részt vevő nemzetek férfi / nő megbontásban | Részt vevő nemzetek férfi / nő megbontásban | Részt vevő nemzetek férfi / nő megbontásban | Részt vevő nemzetek férfi / nő megbontásban |
| ------------------------------------------- | ------------------------------------------- | ------------------------------------------- | ------------------------------------------- | ------------------------------------------- | ------------------------------------------- | ------------------------------------------- | ------------------------------------------- | ------------------------------------------- | ------------------------------------------- | ------------------------------------------- | ------------------------------------------- |
| nemzet                                      | F                                           | N                                           | nemzet                                      | F                                           | N                                           | nemzet                                      | F                                           | N                                           | nemzet                                      | F                                           | N                                           |
| Ausztrália                                  | 4                                           | 9                                           | Görögország                                 | 2                                           | 0                                           | Kuba                                        | 4                                           | 1                                           | Peru                                        | 0                                           | 1                                           |
| Ausztria                                    | 4                                           | 0                                           | Grúzia                                      | 3                                           | 0                                           | Kuvait                                      | 3                                           | 0                                           | Puerto Rico                                 | 1                                           | 2                                           |
| Brazília                                    | 4                                           | 3                                           | Hollandia                                   | 0                                           | 2                                           | Lengyelország                               | 2                                           | 2                                           | Románia                                     | 1                                           | 1                                           |
| Chile                                       | 2                                           | 0                                           | India                                       | 1                                           | 0                                           | Lettország                                  | 0                                           | 1                                           | Spanyolország                               | 3                                           | 0                                           |
| Dél-afrikai Köztársaság                     | 0                                           | 4                                           | Indonézia                                   | 0                                           | 1                                           | Litvánia                                    | 1                                           | 0                                           | Svájc                                       | 2                                           | 2                                           |
| Dél-Korea                                   | 1                                           | 2                                           | Írország                                    | 0                                           | 2                                           | Magyarország                                | 0                                           | 2                                           | Svédország                                  | 1                                           | 2                                           |
| Dominikai Köztársaság                       | 2                                           | 0                                           | Jamaica                                     | 1                                           | 0                                           | Malajzia                                    | 6                                           | 4                                           | Thaiföld                                    | 1                                           | 0                                           |
| Egyesült Államok                            | 7                                           | 7                                           | Japán                                       | 4                                           | 5                                           | Mexikó                                      | 4                                           | 6                                           | Új-Zéland                                   | 5                                           | 2                                           |
| Egyesült Királyság                          | 6                                           | 8                                           | Kanada                                      | 3                                           | 3                                           | Németország                                 | 5                                           | 7                                           | Ukrajna                                     | 7                                           | 2                                           |
| Egyiptom                                    | 4                                           | 3                                           | Kína                                        | 9                                           | 7                                           | Norvégia                                    | 0                                           | 2                                           | Üzbegisztán                                 | 3                                           | 0                                           |
| Finnország                                  | 1                                           | 1                                           | Kínai Köztársaság                           | 0                                           | 1                                           | Olaszország                                 | 5                                           | 4                                           | Venezuela                                   | 1                                           | 0                                           |
| Franciaország                               | 3                                           | 2                                           | Kolumbia                                    | 4                                           | 4                                           | Örményország                                | 1                                           | 1                                           |                                             |                                             |                                             |

F = férfi, N = nő

## Eredmények

### Éremtáblázat
| #        | nemzet                   | arany | ezüst | bronz | összesen |
| 1        | Kína (CHN)               | 13    | 2     | 2     | 17       |
| 2        | Egyesült Királyság (GBR) | 0     | 3     | 3     | 6        |
| 3        | Egyesült Államok (USA)   | 0     | 2     | 1     | 3        |
| 4        | Japán (JPN)              | 0     | 2     | 0     | 2        |
| 5        | Kanada (CAN)             | 0     | 1     | 2     | 3        |
| 6        | Franciaország (FRA)      | 0     | 1     | 0     | 1        |
| 6        | Olaszország (ITA)        | 0     | 1     | 0     | 1        |
| 6        | Ukrajna (UKR)            | 0     | 1     | 0     | 1        |
| 9        | Ausztrália (AUS)         | 0     | 0     | 2     | 2        |
| 9        | Malajzia (MAS)           | 0     | 0     | 2     | 2        |
| 11       | Németország (USA)        | 0     | 0     | 1     | 1        |
| összesen | összesen                 | 13    | 13    | 13    | 39       |

### Éremszerzők
| versenyszám          | arany                                                      | ezüst                              | bronz                                    |
| férfiak              |                                                            |                                    |                                          |
| 1 m                  | Vang Cung-jüan (Wang Zongyuan)                             | Jack Laugher                       | Li Si-hszin (Li Shixin)                  |
| 3 m                  | Vang Cung-jüan (Wang Zongyuan)                             | Cao Jüan (Cao Yuan)                | Jack Laugher                             |
| 3 m szinkron         | Cao Jüan (Cao Yuan) / Vang Cung-jüan (Wang Zongyuan)       | Anthony Harding / Jack Laugher     | Timo Barthel / Lars Rüdiger              |
| 10 m                 | Jang Csien (Yang Jian)                                     | Tamai Rikuto                       | Jang Hao (Yang Hao)                      |
| 10 m szinkron        | Lien Csün-csie (Lian Junjie) / Jang Hao (Yang Hao)         | Matty Lee / Noah Williams          | Rylan Wiens / Nathan Zsombor-Murray      |
| nők                  |                                                            |                                    |                                          |
| 1 m                  | Li Ja-csie (Li Yajie)                                      | Sarah Bacon                        | Mia Vallée                               |
| 3 m                  | Csen Ji-ven (Chen Yiwen)                                   | Mia Vallée                         | Csang Ja-ni (Chang Yani)                 |
| 3 m szinkron         | Csang Ja-ni (Chang Yani) / Csen Ji-ven (Chen Yiwen)        | Rin Kaneto / Szajaka Mikami        | Maddison Keeney / Anabelle Smith         |
| 10 m                 | Csen Jü-hszi (Chen Yuxi)                                   | Csüan Hung-csan (Quan Hongchan)    | Pandelela Rinong                         |
| 10 m szinkron        | Csen Jü-hszi (Chen Yuxi) / Csüan Hung-csan (Quan Hongchan) | Delaney Schnell / Katrina Young    | Nur Dhabitah Sabri / Pandelela Rinong    |
| vegyes csapatverseny |                                                            |                                    |                                          |
| 3 m szinkron         | Lin San (Lin Shan) / Csu Ce-feng (Zhu Zifeng)              | Chiara Pellacani / Matteo Santoro  | Grace Reid / James Heatly                |
| 10 m szinkron        | Tuan Jü (Duan Yu) / Zsen Csien (Ren Qian)                  | Szofija Liszkun / Olekszij Szereda | Delaney Schnell / Carson Tyler           |
| csapat               | Csüan Hung-csan (Quan Hongchan) / Paj Jü-ming (Bai Yuming) | Jade Gillet / Alexis Jandard       | Andrea Spendolini-Sirieix / James Heatly |

## Statisztika
| Nőknél                           | Nőknél                           | Nőknél                           | Férfiaknál                       | Férfiaknál                       | Férfiaknál                       |
| A viadal legfiatalabb sportolója | A viadal legfiatalabb sportolója | A viadal legfiatalabb sportolója | A viadal legfiatalabb sportolója | A viadal legfiatalabb sportolója | A viadal legfiatalabb sportolója |
| Sportoló neve                    | Kor (2022. június 26. szerint)   | Nemzet                           | Sportoló neve                    | Kor (2022. június 26. szerint)   | Nemzet                           |
| -------------------------------- | -------------------------------- | -------------------------------- | -------------------------------- | -------------------------------- | -------------------------------- |
| Charli Petrov                    | 2007. október 18. (14 évesen)    | Ausztrália                       | Kirill Boljuh                    | 2007. március 12. (15 évesen)    | Ukrajna                          |
| A viadal legidősebb sportolója   |                                  |                                  |                                  |                                  |                                  |
| Sportoló neve                    | Kor (2022. június 26. szerint)   | Nemzet                           | Sportoló neve                    | Kor (2022. június 26. szerint)   | Nemzet                           |
| Diana Pineda                     | 1984. szeptember 6. (37 évesen)  | Kolumbia                         | Gary Hunt                        | 1984. június 11. (38 évesen)     | Franciaország                    |
| A legtöbb versenyszámban induló  |                                  |                                  |                                  |                                  |                                  |
| Sportoló neve                    | Versenyszám                      | Nemzet                           | Sportoló neve                    | Versenyszám                      | Nemzet                           |
| Anna dos Santos                  | 1M / 3M / 3MS / M3MS             | Brazília                         | I Csekjong (Yi Jaegyeong)        | 1M / 3M / M3MS / M10MS / TE      | Dél-Korea                        |
| Csho Unbi (Cho Eunbi)            | 1M / 10M / M10MS / TE            | Dél-Korea                        | I Csekjong (Yi Jaegyeong)        | 1M / 3M / M3MS / M10MS / TE      | Dél-Korea                        |
| Arantxa Chávez Muñoz             | 1M / 3M / 3MS / M3MS             | Mexikó                           | Timo Barthel                     | 1M / 3MS / 10M / 10MS / TE       | Németország                      |
| Chiara Pellacani                 | 1M / 3M / 3MS / M3MS             | Olaszország                      | Timo Barthel                     | 1M / 3MS / 10M / 10MS / TE       | Németország                      |

___
1M = 1 m-es műugrás, 3M = 3 m-es műugrás, 3MS = 3m-es szinkronugrás, M3MS = vegyes 3 m-es szinkronugrás, 10M = toronyugrás, 10MS = szinkron toronyugrás, M10MS = vegyes szinkron toronyugrás, TE = vegyes csapatverseny